# Grosseur de grains

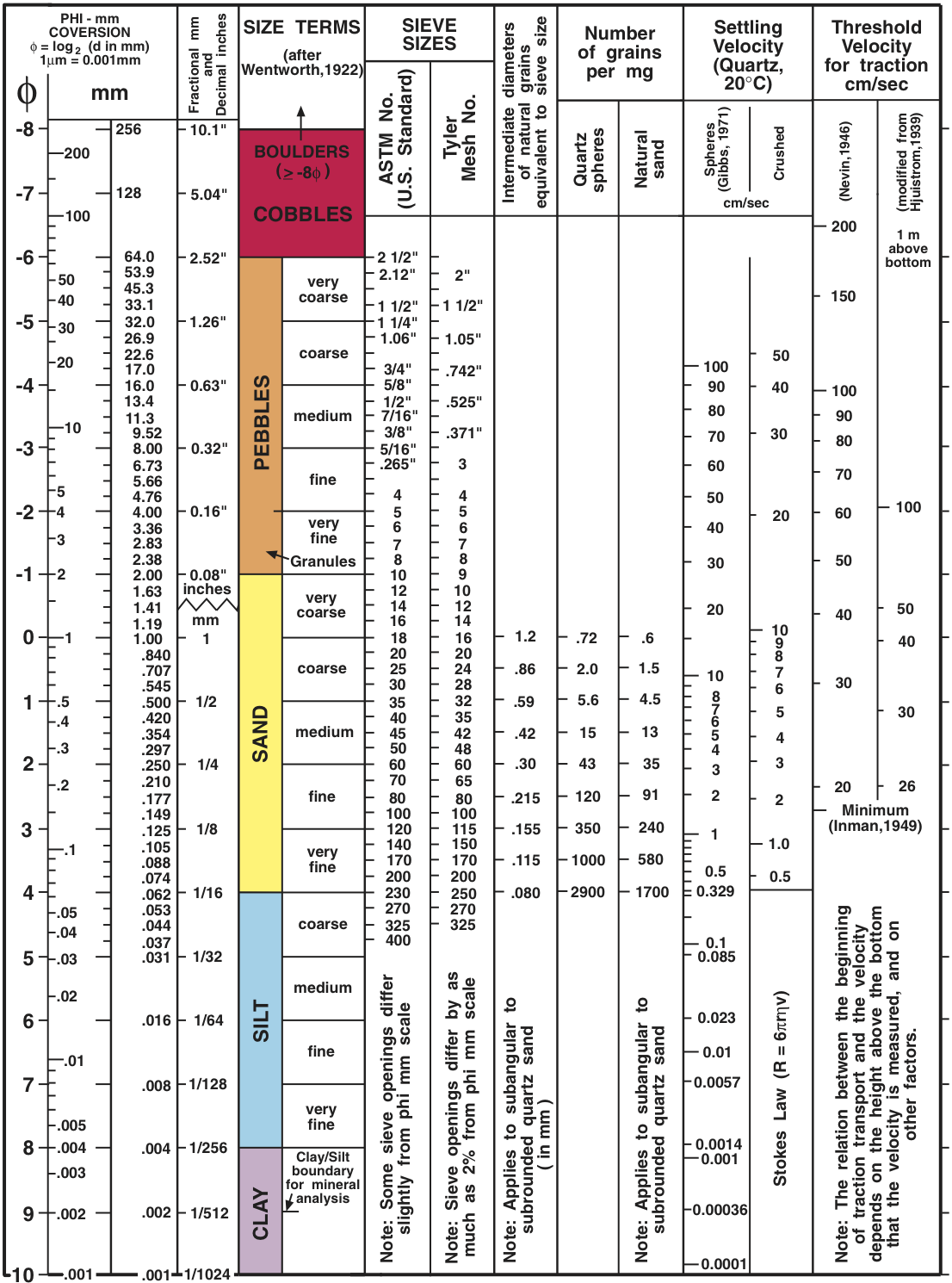
Table de classification de Wentworth d'après l'United States Geological Survey. Notons la présence de deux fautes de frappe : 33,1 mm au lieu de 38,1 mm et 0,545 mm au lieu de 0,594 mm.

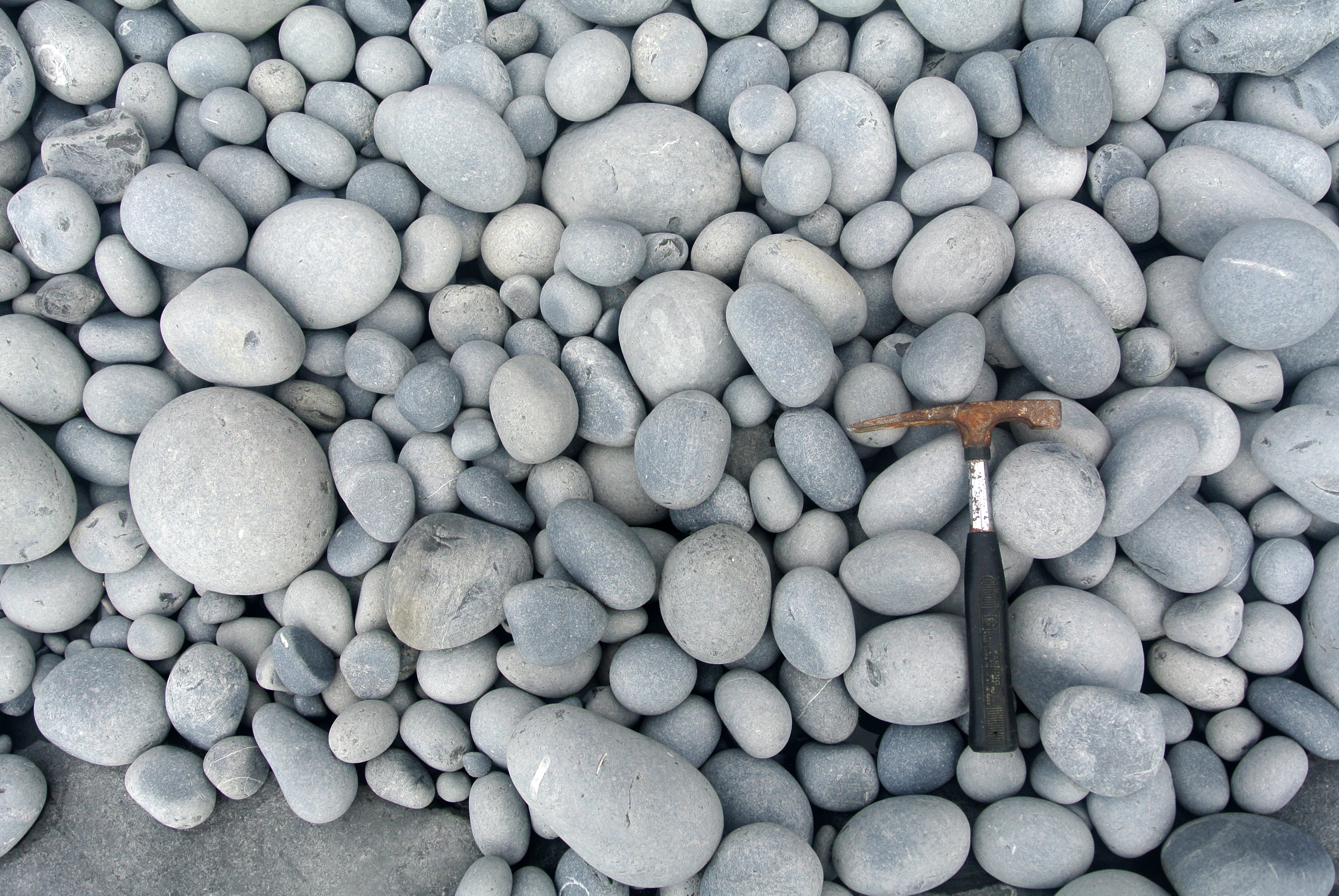
Plage de cailloux (en l'occurrence des galets) à Nash Point, dans le sud du Pays de Galles.

La taille ou grosseur des grains ou de particules (ou granulométrie) est le diamètre des grains individuels de sédiment ou des particules lithifiées dans les roches clastiques. Le terme peut également être appliqué à d'autres matériaux granulaires. Un seul grain peut être composé de plusieurs cristaux. Le matériau granulaire peut aller des très petites particules colloïdales, aux plus grosses en passant par l'argile, le limon, le sable, les graves, les cailloux ou les blocs.

## Échelle de Krumbein Phi
Les plages de taille définissent les limites des classes qui reçoivent des noms dans l'échelle de Wentworth (ou échelle Udden-Wentworth) utilisée aux États-Unis. L'échelle de Krumbein phi (φ), une modification de l'échelle de Wentworth créée par W.C. Krumbein  en 1934, est une échelle logarithmique calculée par l'équation :
{\displaystyle \varphi =-\log _{2}{\frac {D}{D_{0}}},}
où
{\displaystyle \varphi } est l'échelle de Krumbein phi,
{\displaystyle D} est le diamètre de la particule ou du grain en millimètres (équation de Krumbein et Monk)  et
{\displaystyle D_{0}} est un diamètre de référence, égal à 1 mm (pour rendre l'équation cohérente dimensionnellement ).
Cette équation peut être réorganisée pour trouver le diamètre à partir de φ :
{\displaystyle D=D_{0}\cdot 2^{-\varphi }\,}
| Échelle φ | Taille      | Nom de l’agrégat (Wentworth class) | Autre nom | Correspondance norme française (Afnor) |
| --------- | ----------- | ---------------------------------- | --------- | -------------------------------------- |
| <−8       | >256 mm     | Boulder                            |           | Bloc                                   |
| −6 à −8   | 64–256 mm   | Cobble                             |           | Gros caillou                           |
| −5 à −6   | 32–64 mm    | Very coarse gravel                 | Pebble    | Petits cailloux                        |
| −4 à −5   | 16–32 mm    | Coarse gravel                      | Pebble    |                                        |
| −3 à −4   | 8–16 mm     | Medium gravel                      | Pebble    |                                        |
| −2 à −3   | 4–8 mm      | Fine gravel                        | Pebble    |                                        |
| −1 à −2   | 2–4 mm      | Very fine gravel                   | Granule   | Granules                               |
| 0 à −1    | 1–2 mm      | Very coarse sand                   |           | Sable très grossier                    |
| 1 à 0     | 0,5–1 mm    | Coarse sand                        |           | Sable grossier                         |
| 2 à 1     | 0,25–0,5 mm | Medium sand                        |           | Sable moyen                            |
| 3 à 2     | 125–250 μm  | Fine sand                          |           | Sable fin                              |
| 4 à 3     | 62,5–125 μm | Very fine sand                     |           | Sable très fin                         |
| 8 à 4     | 3,9–62,5 μm | Silt                               | Mud       | Silt                                   |
| 10 à 8    | 0,98–3,9 μm | Clay                               | Mud       | Argile                                 |
| 20 à 10   | 0,95–977 nm | Colloid                            | Mud       | Colloïde                               |

Dans certaines classifications, gravel consiste en toutes choses plus grande que sand (sable, compris granule, pebble, cobble, and boulder dans le tableau ci-dessus).

## Échelle internationale
L'ISO 14688-1 établit les principes de base pour l'identification et la classification des sols sur la base des caractéristiques de matériau et de masse les plus couramment utilisées pour les sols à des fins d'ingénierie. L'ISO 14688-1 est applicable aux sols naturels in situ, aux matériaux artificiels similaires in situ et aux sols redéposés par des personnes. Elle correspond à une progression géométrique de raison {\displaystyle {\sqrt {10}}} (ainsi, {\displaystyle 2\times {\sqrt {10}}\approx 6,3}).
| Nom et symbole    | Nom et symbole    | Nom et symbole  | Nom et symbole | Taille (mm)  |
| ----------------- | ----------------- | --------------- | -------------- | ------------ |
| Sol très grossier | Sol très grossier | Gros blocs      | lBo            | > 630        |
| Sol très grossier | Sol très grossier | Blocs           | Bo             | 200–630      |
| Sol très grossier | Sol très grossier | Cailloux        | Co             | 63–200       |
| Sol grossier      | Grave (Gr)        | Grave grossière | cGr            | 20–63        |
| Sol grossier      | Grave (Gr)        | Grave moyenne   | mGr            | 6,3–20       |
| Sol grossier      | Grave (Gr)        | Grave fine      | fGr            | 2,0–6,3      |
| Sol grossier      | Sable (Sa)        | Sable grossier  | cSa            | 0,63–2,0     |
| Sol grossier      | Sable (Sa)        | Sable moyen     | mSa            | 0,2–0,63     |
| Sol grossier      | Sable (Sa)        | Sable fin       | fSa            | 0,063–0,2    |
| Sol fin           | Limon (Si)        | Limon grossier  | cSi            | 0,02–0,063   |
| Sol fin           | Limon (Si)        | Limon moyen     | mSi            | 0,0063–0,02  |
| Sol fin           | Limon (Si)        | Limon fin       | fSi            | 0,002–0,0063 |
| Sol fin           | Argile            | Argile          | Cl             | ≤ 0,002      |

## Classement granulométrique
Une accumulation de sédiments peut également être caractérisée par la distribution granulométrique. Un dépôt de sédiments peut subir un triage lorsqu'une gamme de tailles de particules est éliminée par un agent telle qu'une rivière ou le vent. Le tri peut être quantifié à l'aide de l'Inclusive Graphic Standard Deviation (écart-type graphique inclusif) :
{\displaystyle \sigma _{I}={\frac {\phi 84-\phi 16}{4}}+{\frac {\phi 95-\phi 5}{6,6}}}
où
{\displaystyle \sigma _{I}} est l'écart type du graphique inclusif en unités phi
{\displaystyle \phi 84} est le 84e centile de la distribution granulométrique en unités phi, etc.
Le résultat peut être décrit en utilisant les termes suivants de très bien trié à extrêmement mal trié :
| Diamètre (en unités phi)                  | Description          |
| ----------------------------------------- | -------------------- |
| {\displaystyle \sigma _{I}} < 0,35        | très bien trié       |
| 0,35 < {\displaystyle \sigma _{I}} < 0,50 | bien trié            |
| 0,50 < {\displaystyle \sigma _{I}} < 1,00 | modérément trié      |
| 1,00 < {\displaystyle \sigma _{I}} < 2,00 | mal trié             |
| 2,00 < {\displaystyle \sigma _{I}} < 4,00 | très mal trié        |
| 4,00 < {\displaystyle \sigma _{I}}        | extrêmement mal trié |